# La Fayette (Illinois)
La Fayette – wieś w Stanach Zjednoczonych, w stanie Illinois, w hrabstwie Stark.